# Humphrey de Bohun, 6. Earl of Hereford
Humphrey de Bohun, 6. Earl of Hereford (auch Humphrey X. de Bohun; * um 1309; † 15. Oktober 1361 in Pleshey Castle, Essex) war ein englischer Magnat. 

## Herkunft und Jugend
Humphrey de Bohun entstammte der anglonormannischen Familie Bohun. Er wurde als dritter Sohn von Humphrey de Bohun, 4. Earl of Hereford und von Elisabeth, der jüngsten Tochter von König Eduard I. und Eleonore von Kastilien, geboren. Sein Vater fiel 1322 im Despenser War als Rebell gegen König Eduard II. in der Schlacht bei Boroughbridge. Er wurde postum enteignet. Humphreys ältester Bruder John wurde zusammen mit zwei seiner jüngeren Brüder, darunter möglicherweise Humphrey, in milder Haft in Windsor Castle festgehalten. Erst nach dem Sturz von König Eduard II. Ende 1326 kamen die Bohuns frei. John de Bohun erhielt die Titel und die Besitzungen seines Vaters zurück.

## Erbe des Titels Earl of Hereford
Als der junge König Eduard III. im Oktober 1330 das Regime seiner Mutter Isabelle und von deren Geliebten Roger Mortimer in einem Staatsstreich stürzte, gehörte Humphrey zusammen mit seinen Brüdern zu seinen Unterstützern. Nach der Hinrichtung von Mortimer eskortierten er und seine Brüder die entmachtete Königin von Windsor nach Berkhamstead, wo sie den König traf. Nach dem kinderlosen Tod seines älteren Bruders John 1336 erbte Humphrey die Besitzungen der Familie sowie die Titel Earl of Hereford, Earl of Essex und das Amt des High Constable. Trotz seines Ranges trat er aber politisch und während des Hundertjährigen Krieges militärisch nicht hervor. Er förderte den Augustinerorden in England und stiftete den Londoner Konvent des Ordens, in dessen Kirche er nach seinem Tod mit einem auf eigenen Wunsch einfachen Begräbnis begraben wurde. Da er unverheiratet starb, wurde sein Erbe sein Neffe Humphrey, der älteste Sohn seines jüngeren Bruders William de Bohun, 1. Earl of Northampton.